# 真木ちはる
結瀬ことり（真木 ちはる）（6月1日 - ）は、日本の女優。FACE所属。島根県松江市出身。

## 経歴
島根県松江市生まれ。
島根県松江市内の高等学校合唱部にてコンクール全国大会出場。
同高校在学中にTOURSミュージカル「赤毛のアン」にアンサンブルで出演。
地元山陰中央テレビの密着取材を受ける。
同高在学中に「学校へ行こう!MAX」花より男子コラボ企画で取り上げられて出演。
その際、制作関係者から東京での芸能活動を薦められ、17歳で松江から単身上京。東京の高校へ。
その後、ドラマ、バラエティ番組再現VTR等出演。
現在、
- 2016年NHK大河ドラマ「真田丸」北政所（寧）付き侍女役にてレギュラー出演。
- NHK土曜時代劇「忠臣蔵の恋〜四十八人目の忠臣〜 大奥編」部屋方 せつ役出演。（2016〜2017年）
- 映画「一茶」女中役　出演（2017年公開予定）
- NHK連続テレビ小説「なつぞら」第114回　「なつよ、開拓者の郷へ」(2019年8月）-坂場一久（中川大志さん）の姉役
- 舞台 『MOTHER マザー～特攻の母 鳥濱トメ物語～』等

溝口善兵衛島根県知事より委嘱を受け、島根県ふるさと親善大使「遣島使」に就任。

## 出演

### 映画
- 映画「雨後の空」真木役　監督：小野口大衛、脚本：西田彩夏、出演：黒川智花、浅香航大
- 映画「一茶」  女中役　 監督：吉村芳之、脚本：柏田道夫、原作：藤沢周平

### ドラマ
- NHK連続テレビ小説「なつぞら」第114回　「なつよ、開拓者の郷へ」(2019年8月）-坂場一久（中川大志さん）の姉役
- 不能犯 第2話（dTVオリジナルドラマ版、2017年） - 鑑識官役 ※映画「不能犯」2018年2月1日公開スピンオフドラマ
- 土曜時代ドラマ「アシガール」第七話「待ってます戦国で!」（NHK、2017年） - 下女役
- ドラマ10「ツバキ文具店」〜鎌倉代書屋物語〜 第六話「愛するチーちゃんへ」（NHK、2017年） - 守景蜜朗（上地雄輔さん）の妻 守景綾乃役
- 土曜時代劇「忠臣蔵の恋〜四十八人目の忠臣〜」第二部【大奥編】（NHK、2017年） - 部屋方 せつ役
- 大河ドラマ「真田丸」（NHK、2016年） - 豊臣秀吉の正室 北政所（寧）付き侍女役 「15話」より「38話」までレギュラー出演
- 橋田壽賀子ドラマ「渡る世間は鬼ばかり」第10シリーズ 第29話（TBS、2011年5月） - OL役
- 水曜ミステリー9「信州あづみ野の名刑事 道原伝吉の捜査行」（テレビ東京、2012年6月） - 沢木梓役
- 相棒11 第13話（テレビ朝日、2013年1月） - 受付役

### テレビアニメ
- おじゃる丸（2019年4月、NHK Eテレ） - 月役

### イベント
- 「Kiraria JoB 2016」日時：2016年4月25日 会場:エディオンアリーナ大阪（大阪府立体育会館）司会：U.K 、真木ちはる　ゲスト：おぐねー、ジャルジャル、笑い飯 他
- 「A8Festival in横浜」日時:2019年7月27日 会場：パシフィコ横浜 MC 真木ちはる バッキーMショーマ ゲスト:大橋ヒカル(B'z軍団) 他

### CM
- 「MINON モイストクリーミィウォッシュ」第一三共ヘルスケア Web CM　2021年
- 「日本全国告白メイクコレクション 中国・四国編」資生堂  2014年11月〜1月
- 「コメリ」コメリ 2011年

### 舞台
- 舞台 『MOTHER マザー～特攻の母 鳥濱トメ物語～』　【東京公演】２０２1年１１月１0日（水）～ 14日（日）会場：シアター1010
- 赤毛のアン（国連クラシックライブ協会主催）東京国際フォーラム キャスト：ダイアナ役（少女）　2014年
- 赤毛のアン（エステーミュージカル）アンサンブル  2008年〜2009年

### バラエティ
- 奇跡体験!アンビリバボー3.5時間SP『愛が殺意に変わる時～復讐サイト殺害依頼事件』再現VTR（フジテレビ、2015年10月）
- 奇跡体験!アンビリバボー2時間SP（フジテレビ）
- SMAP×SMAP（フジテレビ）
- 心ゆさぶれ!先輩ROCK YOU（日本テレビ）
- 絶対に笑ってはいけないスパイ24時 秘蔵映像（日本テレビ、2010年12月） - 東幹久彼女役
- ナニコレ珍百景 3時間スペシャル（テレビ朝日）
- お金がなくても幸せライフ がんばれプアーズ!（テレビ東京）
- 恋愛ゼミ
- 学校へ行こう!MAX 花より男子コラボ企画（TBS） - 松本潤 ヒロイン役（芸能界デビュー）